# Campeonato dos Países Emergentes da América do Norte e do Caribe da IHF
O Campeonato dos Países Emergentes da América do Norte e do Caribe da IHF é um torneio de equipes de nível internacional organizado pela Federação Internacional de Handebol que reúne equipes países da América do Norte e do Caribe em um passo significativo para o desenvolvimento contínuo do handebol na região.
Ele foi realizado pela primeira vez em 2019, tendo como anfitrião a República Dominicana.

## Edições
Segue-se, abaixo, o histórico de edições deste evento esportivo.

## Conquistas por país
| Ordem | País                 | Medalha de ouro | Medalha de prata | Medalha de bronze | Total |
| ----- | -------------------- | --------------- | ---------------- | ----------------- | ----- |
| 1     | Cuba                 | 1               | 0                | 0                 | 1     |
| 2     | Estados Unidos       | 0               | 1                | 0                 | 1     |
| 3     | República Dominicana | 0               | 0                | 1                 | 1     |